# Championnat de Belgique masculin de handball de deuxième division 2006-2007
Navigation
Division 1 2005-2006 Division 1 2007-2008
La saison 2005-2006 du Championnat de Belgique masculin de handball de deuxième division, alors appelé Division 1, est la 44e saison de la deuxième plus haute division masculine de handball en Belgique.
Cette édition est remportée par le HC Visé BM qui fait donc l'aller-retour avec la Division d'Honneur. Son dauphin, l'Achilles Bocholt est lui aussi promu. Ces deux clubs remplaceront le KTSV Eupen 1889 et le Kreasa HB Houthalen qui descendent en Division 1.
Enfin, le Technico Turnhout est relégué et sera remplacé la saison suivante par le HCA Lommel. Les barrages ne changeront rien, le STHV Juventus Melveren et le HC Herstal/Ans restent en Division 1 alors que le HV Arena Hechtel et le KV Sasja HC Hoboken II resteront en Division 2.

## Participants
| Club                    | Matricule | Classement 2005-2006       | Localisation | Entraîneur         | Salle                             |
| ----------------------- | --------- | -------------------------- | ------------ | ------------------ | --------------------------------- |
| HC Herstal/Ans          | 58        | 4e des Barrages A          | Ans          | ?                  | Hall des Sports Henri Germis      |
| HC Visé BM              | 89        | 10e de DH                  | Visé         | ?                  | Hall Omnisports de Visé           |
| HC DB Gent              | 182       | 3e                         | Gand         | ?                  | ?                                 |
| HC Raeren 76            | 195       | 4e                         | Raeren       | / Mariusz Kedziora | ?                                 |
| Achilles Bocholt        | 395       | 5e                         | Bocholt      | Gabrie Rietbroek   | ?                                 |
| Apolloon Kortrijk       | 198       | 6e                         | Courtrai     | ?                  | ?                                 |
| HBC Izegem              | 301       | 7e                         | Izegem       | ?                  | ?                                 |
| Technico Turnhout       | 160       | 8e                         | Turnhout     | ?                  | ?                                 |
| HK Waasmunster          | 357       | 9e                         | Waasmunster  | ?                  | ?                                 |
| HV Uilenspiegel Wilrijk | 014       | 10e                        | Anvers       | ?                  |                                   |
| Jeunesse Jemeppe        | 66        | 1er de D2                  | Seraing      | ?                  | Hall omnisports des Bois de Monts |
| STHV Juventus Melveren  | 303       | 2e de D2 2e des Barrages B | Saint-Trond  | ?                  | ?                                 |

### Localisation
| \| HC Herstal/Ans HK Waasmunster HC Visé BM Achilles Bocholt HC Raeren HC DB Gent Wilrijk Turnhout Kortrijk HBC Izegem Melveren Jemeppe \| Localisation des clubs engagés dans le championnat |
| HC Herstal/Ans HK Waasmunster HC Visé BM Achilles Bocholt HC Raeren HC DB Gent Wilrijk Turnhout Kortrijk HBC Izegem Melveren Jemeppe                                                          |

Nombre d'équipes par Province
| # | Province                      | Nombre | Équipe(s)                                                     |
| - | ----------------------------- | ------ | ------------------------------------------------------------- |
| 1 | Province de Liège             | 4      | HC Herstal/Ans, HC Visé BM, Jeunesse Jemeppe, HC Raeren 76    |
| 2 | Province de Limbourg          | 3      | Kreasa HB Houthalen, Achilles Bocholt, STHV Juventus Melveren |
| 1 | Province d'Anvers             | 2      | HV Uilenspiegel Wilrijk, Technico Turnhout                    |
| 1 | Province de Flandre-Orientale | 2      | HK Waasmunster, HC DB Gent                                    |
| 1 | Province de Flandre-Orientale | 2      | HBC Izegem, Apolloon Kortrijk                                 |

## Organisation du championnat
La saison régulière est disputée par 12 équipes jouant chacune l'une contre l'autre à deux reprises selon le principe des phases aller et retour. Une victoire rapporte 2 points, une égalité, 1 point et une défaite 0 point.
Après la saison régulière, l'équipe terminant première du championnat sera promue la saison suivante en Division d'Honneur et remplacera l'équipe ayant terminée dernière de la phase classique de Division d'Honneur. Son dauphin devra quant à lui disputer les barrages (Barrages A) pour pouvoir prétendre à évoluer en Division d'Honneur la saison prochaine, ces barrages consiste en un nouveau championnat avec le septième, huitième et neuvième de la phase classique de la saison régulière de Division d'Honneur et donc le second de la Division 1.
Pour ce qui des relégations, la dernière équipe du classement est d'office relégué en Division 2 et sera remplacé la saison prochaine par le champion de Division 2 de cette saison. Les équipes classés à la 10e et 11e disputeront les barrages contre les deuxième et troisième de Division 2 de cette saison.

## Compétition

### Saison régulière

#### Classement
|    | Équipe                  | Pts | J  | G  | N | P  | Bp  | Bc  | Diff |
| -- | ----------------------- | --- | -- | -- | - | -- | --- | --- | ---- |
| 1  | HC Visé BM              | 38  | 22 | 19 | 0 | 3  | 683 | 487 | 196  |
| 2  | Achilles Bocholt        | 32  | 22 | 16 | 0 | 6  | 574 | 511 | 63   |
| 3  | HC Raeren 76            | 27  | 22 | 13 | 1 | 8  | 684 | 643 | 41   |
| 4  | HK Waasmunster          | 24  | 22 | 11 | 2 | 9  | 508 | 495 | 13   |
| 5  | HC DB Gent              | 24  | 22 | 11 | 2 | 9  | 570 | 570 | 0    |
| 6  | HBC Izegem              | 21  | 22 | 9  | 3 | 10 | 558 | 587 | -29  |
| 7  | Jeunesse Jemeppe        | 20  | 22 | 9  | 2 | 11 | 579 | 584 | -5   |
| 8  | HV Uilenspiegel Wilrijk | 19  | 22 | 9  | 1 | 12 | 563 | 617 | -54  |
| 9  | Apolloon Kortrijk       | 18  | 22 | 7  | 4 | 11 | 581 | 577 | 4    |
| 10 | HC Herstal/Ans          | 17  | 22 | 8  | 1 | 13 | 543 | 619 | -76  |
| 11 | STHV Juventus Melveren  | 16  | 22 | 7  | 2 | 13 | 527 | 579 | -52  |
| 12 | Technico Turnhout       | 8   | 22 | 3  | 2 | 17 | 539 | 640 | -101 |

|                 | Champion et promu en Division d'Honneur          |
|                 | Qualifié pour les Barrages A                     |
|                 | Barrage                                          |
|                 | Relégué en Division 2                            |
| en augmentation | Promu de Division 2 en début de saison           |
| en diminution   | relégué de Division d'Honneur en début de saison |

##### Évolution du classement
- Leader du classement

| RAE | HCV | RAE | HC Visé BM | HC Visé BM | HC Visé BM | HC Visé BM | HC Visé BM | HC Visé BM | HC Visé BM | HC Visé BM | HC Visé BM | HC Visé BM | HC Visé BM | HC Visé BM | HC Visé BM | HC Visé BM | HC Visé BM | HC Visé BM | HC Visé BM | HC Visé BM | HC Visé BM |  |  |  |  |  |  |  |  |
|     |     |     |            |            |            |            |            |            |            |            |            |            |            |            |            |            |            |            |            |            |            |  |  |  |  |  |  |  |  |
| 01  | 02  | 03  | 04         | 05         | 06         | 07         | 08         | 09         | 10         | 11         | 12         | 13         | 14         | 15         | 16         | 17         | 18         | 19         | 20         | 21         | 22         |  |  |  |  |  |  |  |  |

- Journée par journée

| Club                    | 1  | 2  | 3  | 4  | 5  | 6  | 7  | 8  | 9  | 10 | 11 | 12 | 13 | 14 | 15 | 16 | 17 | 18 | 19 | 20 | 21 | 22 |
| ----------------------- | -- | -- | -- | -- | -- | -- | -- | -- | -- | -- | -- | -- | -- | -- | -- | -- | -- | -- | -- | -- | -- | -- |
| HC Raeren 76            | 1  | 2  | 1  | 2  | 4  | 3  | 3  | 2  | 2  | 2  | 3  | 3  | 3  | 3  | 5  | 3  | 3  | 4  | 4  | 3  | 3  | 3  |
| Achilles Bocholt        | 2  | 3  | 7  | 5  | 7  | 10 | 8  | 7  | 4  | 3  | 2  | 2  | 2  | 2  | 2  | 2  | 2  | 2  | 2  | 2  | 2  | 2  |
| HV Uilenspiegel Wilrijk | 5  | 7  | 4  | 4  | 3  | 6  | 10 | 11 | 5  | 4  | 5  | 7  | 6  | 4  | 6  | 7  | 6  | 7  | 8  | 9  | 7  | 8  |
| Apolloon Kortrijk       | 11 | 10 | 10 | 10 | 11 | 8  | 11 | 9  | 11 | 11 | 9  | 9  | 11 | 11 | 11 | 9  | 10 | 8  | 9  | 7  | 9  | 9  |
| HC DB Gent              | 9  | 8  | 8  | 8  | 6  | 4  | 5  | 3  | 9  | 8  | 6  | 5  | 7  | 6  | 4  | 5  | 5  | 5  | 6  | 6  | 5  | 5  |
| Technico Turnhout       | 7  | 11 | 12 | 12 | 12 | 12 | 12 | 12 | 12 | 12 | 12 | 12 | 12 | 12 | 12 | 12 | 12 | 12 | 12 | 12 | 12 | 12 |
| HC Herstal/Ans          | 4  | 4  | 3  | 3  | 2  | 2  | 4  | 4  | 6  | 7  | 10 | 10 | 8  | 9  | 8  | 10 | 11 | 10 | 10 | 10 | 10 | 10 |
| HK Waasmunster          | 6  | 5  | 5  | 6  | 8  | 11 | 9  | 10 | 8  | 10 | 7  | 6  | 5  | 5  | 3  | 4  | 4  | 3  | 3  | 4  | 4  | 4  |
| Jeunesse Jemeppe        | 10 | 12 | 11 | 11 | 10 | 7  | 6  | 8  | 10 | 6  | 8  | 8  | 10 | 8  | 9  | 8  | 8  | 9  | 7  | 8  | 8  | 7  |
| HBC Izegem              | 8  | 9  | 9  | 7  | 5  | 5  | 3  | 5  | 3  | 5  | 4  | 4  | 4  | 7  | 7  | 6  | 7  | 6  | 5  | 5  | 6  | 6  |
| STHV Juventus Melveren  | 12 | 6  | 6  | 9  | 9  | 9  | 7  | 6  | 7  | 9  | 11 | 11 | 9  | 10 | 10 | 11 | 9  | 11 | 11 | 11 | 11 | 11 |
| HC Visé BM              | 3  | 1  | 2  | 1  | 1  | 1  | 1  | 1  | 1  | 1  | 1  | 1  | 1  | 1  | 1  | 1  | 1  | 1  | 1  | 1  | 1  | 1  |

#### Matchs
Les résultats de cette édition sont issus d'archives des différentes presses écrites belges,,,,,,,,,,,,,,,,,,
| Résultats (dom.\ext.)                                      | ABO   | UIL   | RAE   | AKO   | GEN   | TUR   | HER   | WAA   | JEM   | IZE   | MEL   | HCV   |
| Achilles Bocholt                                           |       | 27-20 | 28-33 | 28-20 | 20-36 | 35-24 | 28-19 | 26-25 | 28-22 | 27-25 | 25-22 | 28-21 |
| HV Uilenspiegel Wilrijk                                    | 24-29 |       | 30-26 | 33-30 | 31-35 | 31-17 | 32-26 | 19-27 | 30-30 | 28-24 | 25-19 | 10-36 |
| HC Raeren 76                                               | 28-32 | 36-32 |       | 28-26 | 41-33 | 40-25 | 35-17 | 31-25 | 32-27 | 34-29 | 27-22 | 27-37 |
| Apolloon Kortrijk                                          | 27-23 | 32-15 | 42-32 |       | 22-31 | 22-18 | 25-25 | 18-18 | 30-26 | 42-38 | 37-20 | 22-26 |
| HC DB Gent                                                 | 20-22 | 22-18 | 29-23 | 22-22 |       | 28-21 | 28-23 | 20-18 | 30-27 | 19-19 | 21-19 | 25-23 |
| Technico Turnhout                                          | 20-26 | 28-29 | 39-34 | 29-21 | 31-32 |       | 25-27 | 24-25 | 26-26 | 25-25 | 14-24 | 27-38 |
| HC Herstal/Ans                                             | 23-26 | 25-23 | 28-25 | 41-31 | 32-27 | 25-27 |       | 26-27 | 30-23 | 28-27 | 24-23 | 22-33 |
| HK Waasmunster                                             | 20-23 | 25-16 | 23-23 | 25-21 | 25-24 | 22-19 | 26-20 |       | 29-23 | 23-27 | 16-20 | 26-23 |
| Jeunesse Jemeppe                                           | 16-27 | 30-28 | 35-37 | 32-28 | 30-23 | 26-18 | 32-18 | 22-21 |       | 32-24 | 28-18 | 21-30 |
| HBC Izegem                                                 | 18-17 | 30-26 | 28-32 | 21-20 | 31-28 | 29-25 | 30-23 | 26-21 | 22-21 |       | 30-30 | 20-36 |
| STHV Juventus Melveren                                     | 32-29 | 25-28 | 27-37 | 25-25 | 26-22 | 35-24 | 23-19 | 19-21 | 31-32 | 24-23 |       | 23-28 |
| HC Visé BM                                                 | 26-20 | 38-25 | 29-23 | 28-22 | 36-25 | 40-23 | 43-22 | 25-20 | 24-18 | 26-22 | 37-16 |       |
| - Victoire à domicile - Match nul - Victoire à l'extérieur |       |       |       |       |       |       |       |       |       |       |       |       |

#### Champion
| Champion de Belgique masculin de handball de Division 1 2006-2007 Handball Club Visé Basse Meuse ? |

### Barrages
Les barrages pour l'accession à la Première division nationale, deuxième échelon dans la hiérarchie du handball belge, correspond à ce qu'on appelle les Barrages B. Ce mini championnat regroupe les 10e et 11e de Division 1 ainsi que les 2e et 3e de Division 2. Les deux premières places sont qualifiables pour la compétition de Division 1 la saison suivante.

#### Classement
|   | Équipe                 | Pts | J | G | N | P | Bp  | Bc  | Diff |
| - | ---------------------- | --- | - | - | - | - | --- | --- | ---- |
| 1 | HC Herstal/Ans         | 9   | 6 | 4 | 0 | 2 | 157 | 144 | 13   |
| 2 | STHV Juventus Melveren | 9   | 6 | 4 | 0 | 2 | 153 | 140 | 13   |
| 3 | KV Sasja HC Hoboken II | 7   | 6 | 3 | 1 | 2 | 159 | 152 | 7    |
| 4 | HV Arena Hechtel       | 1   | 6 | 0 | 1 | 5 | 149 | 182 | -33  |

|                 | Relégation en Division 2                   |
| en augmentation | Issus de la Division 2                     |
| en diminution   | Issus de la saison régulière de Division 1 |

#### Matchs
| Résultats (dom.\ext.)                                      | SAS   | MEL   | ARE   | HER   |
| KV Sasja HC Hoboken II                                     |       | 24-23 | 37-29 | 31-26 |
| STHV Juventus Melveren                                     | 26-22 |       | 29-19 | 25-24 |
| HV Arena Hechtel                                           | 23-23 | 29-33 |       | 26-28 |
| HC Herstal/Ans                                             | 25-22 | 22-17 | 32-23 |       |
| - Victoire à domicile - Match nul - Victoire à l'extérieur |       |       |       |       |

## Bilan

### Classement final
| Rang | Équipe                                                     |
| ---- | ---------------------------------------------------------- |
| 1er  | HC Visé BM                                                 |
| 2e   | Achilles Bocholt                                           |
| 3e   | HC Raeren 76                                               |
| 4e   | HK Waasmunster                                             |
| 5e   | HC DB Gent                                                 |
| 6e   | HBC Izegem                                                 |
| 7e   | Jeunesse Jemeppe                                           |
| 8e   | HV Uilenspiegel Wilrijk                                    |
| 9e   | Apolloon Kortrijk                                          |
| 10e  | HC Herstal/Ans · 1er des Barrages B (maintenu)             |
| 11e  | STHV Juventus Melveren · 2e des Barrages B (maintenu)      |
| 12e  | Technico Turnhout Relégué à l'issue de la phase classique  |
| -    | KV Sasja HC Hoboken II 3e des Barrages B (promu, 2e de D2) |
| -    | HV Arena Hechtel 4e des barrages (promu, 3e de D2)         |

|                 | Qualifiés pour la Division d'Honneur       |
|                 | Barragiste promu issu de la Division 2     |
|                 | Barragiste non promu issu de la Division 2 |
|                 | Relégués en Division 2                     |
| en augmentation | Promu de début de saison                   |
| en diminution   | Relégué de début de saison                 |

### Classement des Buteurs
| #  | Joueur             | Équipe                  | Buts |
| -- | ------------------ | ----------------------- | ---- |
| 01 | Zbigniew Krzyskow  | HC Raeren 76            | 173  |
| 02 | Stephen Martens    | STHV Juventus Melveren  | 164  |
| 03 | Thierry Finet      | HC Visé BM              | 157  |
| 04 | Adrien Cusumano    | Jeunesse Jemeppe        | 151  |
| 05 | Mario Kranklader   | HC Herstal/Ans          | 139  |
| 06 | Martijn Kunnen     | Achilles Bocholt        | 136  |
| 07 | Patrick Langer     | HC Visé BM              | 136  |
| 08 | Pieter Van Loo     | Achilles Bocholt        | 132  |
| 09 | Kevin Eestermans   | HV Uilenspiegel Wilrijk | 130  |
| 10 | Bartosz Proszynski | HBC Izegem              | 120  |

### Bilan de la saison
| Tableau d'honneur de la saison 2006-2007 |                   |                            |
| Compétition                              | Vainqueur         | Commentaire                |
| Championnat de Belgique                  | HC Visé BM        | -                          |
| Promotions et relégations                |                   |                            |
| Promu de Division 2 (D3)                 | HCA Lommel        | 1er (D3)                   |
| Relégation en Division 2 (D3)            | Technico Turnhout | 12e de la saison régulière |